# Shakermaker
«Shakermaker» es el segundo sencillo de la banda de rock inglesa Oasis de su primer disco Definitely Maybe (1994). Compuesto por Noel Gallagher y cantado por su hermano Liam, fue lanzado el 13 de junio de 1994, y llegó a ocupar el puesto 11 en ventas en Inglaterra.
La canción tiene un sonido parecido a "Supersonic" (primer sencillo de la banda), y es un fino ejemplo de como Noel Gallagher puede captar la atención del público con una canción tan popular.
Noel dice que para escribir la canción se valió de las cosas que pasaban a su alrededor. Por ejemplo, "Shakermaker" era un juguete muy popular en el año 1970, el personaje de "Mr. Soft" fue tomado de una propaganda, "Mr. Ben" es un personaje de una caricatura inglesa para niños y todo el último verso - "Mr. Sifter sold me songs/When I was just 16/Now he stops at traffic lights/But only when they're green" - fue escrito en un taxi camino al estudio de grabación. Al parecer, mientras Liam le decía a Noel que acabara la canción, el taxi paró en dicho semáforo. 
Mr. Sifter hace referencia al dueño de una tienda de discos, el cual le dijo a Noel que, si algún día llegaba ser famoso, pusiera su nombre en alguna de sus canciones. 
Esta canción tiene la misma melodía que "I'd Like to Teach the World to Sing", una melodía que alcanzó popularidad al formar parte de una publicidad de la empresa de bebidas Coca-Cola de 1970. Los integrantes de Oasis debieron pagar $A500,000 (dólares australianos) en concepto de derechos de autor [cita requerida]. Cuando le preguntaron al compositor Noel Gallagher por el incidente de la canción, éste contestó: "Ahora todos tomamos Pepsi" [cita requerida]

## Lista de temas
CD single (CRESCD 182)

| N.º   | Título                       | Duración |  |
| 1.    | «Shakermaker»                | 5:08     |  |
| 2.    | «D'Yer Wanna Be A Spaceman?» | 2:41     |  |
| 3.    | «Alive» (8 Track Demo)       | 3:56     |  |
| 4.    | «Bring It On Down» (Live)    | 4:17     |  |
| 17:02 |                              |          |  |

Vinilo de 7" (CRE 182), Cassette single (CRECS 182)

| N.º  | Título                       | Duración |  |
| 1.   | «Shakermaker»                | 5:08     |  |
| 2.   | «D'Yer Wanna Be A Spaceman?» | 2:41     |  |
| 7:49 |                              |          |  |

Vinilo de 12" (CRE 182T)

| N.º   | Título                       | Duración |  |
| 1.    | «Shakermaker»                | 5:08     |  |
| 2.    | «D'Yer Wanna Be A Spaceman?» | 2:41     |  |
| 3.    | «Alive» (8 Track Demo)       | 3:56     |  |
| 14:45 |                              |          |  |

CD Maxi-Single (HES 661377 2)

| N.º   | Título                       | Duración |  |
| 1.    | «Shakermaker»                | 5:08     |  |
| 2.    | «D'Yer Wanna Be A Spaceman?» | 2:41     |  |
| 3.    | «Alive» (8 Track Demo)       | 3:56     |  |
| 4.    | «Bring It On Down» (Live)    | 4:17     |  |
| 5.    | «I Will Believe» (Live)      | 3:48     |  |
| 6.    | «Cloudburst»                 | 5:19     |  |
| 25:09 |                              |          |  |

## Posicionamiento en listas
| Listas (1994)     | Mejor posición |
| ----------------- | -------------- |
| Reino Unido - OCC | 11             |

|

### Certificaciones
| País        | Organismo certificador | Certificación | Ventas  | Ref.  |
| ----------- | ---------------------- | ------------- | ------- | ----- |
| Reino Unido | BPI                    | Plata         | 200 000 | [ 2 ] |